# Чупаёв, Александр Александрович
Алекса́ндр Алекса́ндрович Чупае́в (род. 28 августа 2004, Раменское, Московская область) — российский футболист, нападающий московского «Торпедо».

## Клубная карьера
Родился в Раменском.
В 2011 году начал заниматься футболом в ЦДЮС «Вымпел» (Жуковский), первый тренер Андрей Николаевич Демидов.
21 апреля 2015 года присоединился к академии московского «Локомотива». В апреле 2019 года за игровой практикой перешёл в СШ «Метеор» (Жуковский).
В январе 2021 года пополнил состав молодёжной команды клуба «Сатурн», выступающей в чемпионате Московской области.
Перед сезоном 2021/22 был переведен в основную команду «Сатурна». 18 июля 2021 года дебютировал в профессиональном футболе, на 76-й минуте заменив Тимура Лобанова в матче Второго дивизиона против клуба «Квант».
27 декабря 2021 года подписал контракт с московским «Динамо». 9 июля 2022 года продлил контракт до 2025 года.
Выступая за «Динамо-2» был признан лучшим молодым игроком октября Второй лиги (дивизион «Б») сезона 2023 в группе 2.
12 ноября 2023 года в домашнем матче против «Оренбурга» дебютировал в РПЛ за основную команду «Динамо». По итогам сезона 2023/24 стал бронзовым призёром чемпионата России.
16 июля 2024 года был куплен московским «Торпедо». В сезоне 2024/25 с клубом стал серебряным призёром Первой лиги.

## Карьера в сборной
В октябре 2021 года был вызван в сборную России (до 18 лет). Всего за юношескую сборную провел 5 матчей и забил 1 гол.
7 ноября 2023 года был вызван на УТС сборной России (до 21 года). 15 ноября 2023 года сыграл дебютный матч за команду против сборной Беларуси (до 21 года).

## Статистика выступлений
| Выступление         | Выступление       | Выступление      | Лига | Лига | Кубки | Кубки | Итого | Итого |
| Клуб                | Лига              | Сезон            | Игры | Голы | Игры  | Голы  | Игры  | Голы  |
| ------------------- | ----------------- | ---------------- | ---- | ---- | ----- | ----- | ----- | ----- |
| Сатурн              | Второй дивизион   | 2021/22          | 16   | 2    | 1     | 0     | 17    | 2     |
| Сатурн              | Итого             | Итого            | 16   | 2    | 1     | 0     | 17    | 2     |
| Динамо (Москва)     | РПЛ               | 2023/24          | 1    | 0    | 0     | 0     | 1     | 0     |
| Динамо (Москва)     | Итого             | Итого            | 1    | 0    | 0     | 0     | 1     | 0     |
| → Динамо-2 (Москва) | Второй дивизион   | 2021/22          | 11   | 4    | —     | —     | 11    | 4     |
| → Динамо-2 (Москва) | Вторая лига       | 2022/23          | 16   | 4    | —     | —     | 16    | 4     |
| → Динамо-2 (Москва) | Вторая лига («Б») | 2023             | 14   | 9    | —     | —     | 14    | 9     |
| → Динамо-2 (Москва) | Вторая лига («Б») | 2024             | 15   | 7    | —     | —     | 15    | 7     |
| → Динамо-2 (Москва) | Итого             | Итого            | 56   | 24   | —     | —     | 56    | 24    |
| Торпедо (Москва)    | Первая лига       | 2024/25          | 24   | 3    | 0     | 0     | 24    | 3     |
| Торпедо (Москва)    | Первая лига       | 2025/26          | 5    | 0    | 0     | 0     | 5     | 0     |
| Торпедо (Москва)    | Итого             | Итого            | 29   | 3    | 0     | 0     | 29    | 3     |
| Всего за карьеру    | Всего за карьеру  | Всего за карьеру | 102  | 29   | 1     | 0     | 103   | 29    |

## Достижения
«Динамо» (Москва)
- Бронзовый призёр чемпионата России: 2023/24

«Торпедо» (Москва)
- Серебряный призёр Первой лиги: 2024/25